# IU Волка
IU Волка (лат. IU Lupi), HD 132515 — двойная затменная переменная звезда типа Алголя (EA) в созвездии Волка на расстоянии (вычисленном из значения параллакса) приблизительно 1212 световых лет (около 372 парсеков) от Солнца. Видимая звёздная величина звезды — от +9,1m до +8,78m. Орбитальный период — около 3,2387 суток.

## Характеристики
Первый компонент (HD 132515A) — жёлто-белая звезда спектрального класса FpSr, или F8Sr, или F8. Видимая звёздная величина звезды — +9,1m. Радиус — около 1,38 солнечного, светимость — около 37,7 солнечных. Эффективная температура — около 7500 K.
Второй компонент (HD 132515B) — белая звезда спектрального класса A. Видимая звёздная величина звезды — +9,7m. Радиус — около 2,02 солнечных. Эффективная температура — около 7974 K. Удалён на 0,5 угловой секунды.